# Sugihmas
Sugihmas is een bestuurslaag in het regentschap Magelang van de provincie Midden-Java, Indonesië. Sugihmas telt 3905 inwoners (volkstelling 2010).